# Eirmotus insignis
Eirmotus insignis là một loài cá chép thuộc chi Eirmotus. Loài này có ở Borneo và Belitung, Indonesia.